# Walther III. (Münsterschwarzach)
Walther III. († 13. September 1374) war von 1354 bis 1374 Abt des Benediktinerklosters in Münsterschwarzach.

## Münsterschwarzach vor Walther
Abt Walther III. war bereits der sechsunddreißigste Abt der dem Kloster in Münsterschwarzach vorstand. In der zweiten Hälfte des 14. Jahrhunderts war die Abtei gefestigt und auf feste wirtschaftliche Füße gestellt. Zu Beginn des Jahrhunderts hatte allerdings ein Streit zwischen zwei Männern gleichen Namens, Konrad I. und Konrad II., die Abtei hoch verschuldet. Erst unter ihren Nachfolgern wurden diese zurückgezahlt.

## Leben
Abt Walther III. war wohl, wie sein Vorgänger, Teil der Familie von Egloffstein. Er trat erstmals mit seinem Amtsantritt im Jahr 1354 in Erscheinung. Er siegelte am 30. Dezember 1354 auf einer Urkunde zusammen mit dem Würzburger Offizial. 1362 wurde auf sein Betreiben hin eine große Glocke für die Klosterkirche gegossen. Eine Urkunde unbekannten Datums ist die Vergabe der Klosterpfarrei Münsterschwarzach an den Custos Kraft von Buchheim, der wohl der spätere Abt Kraft war. Abt Walther III. starb am 13. September 1374.

## Wappen

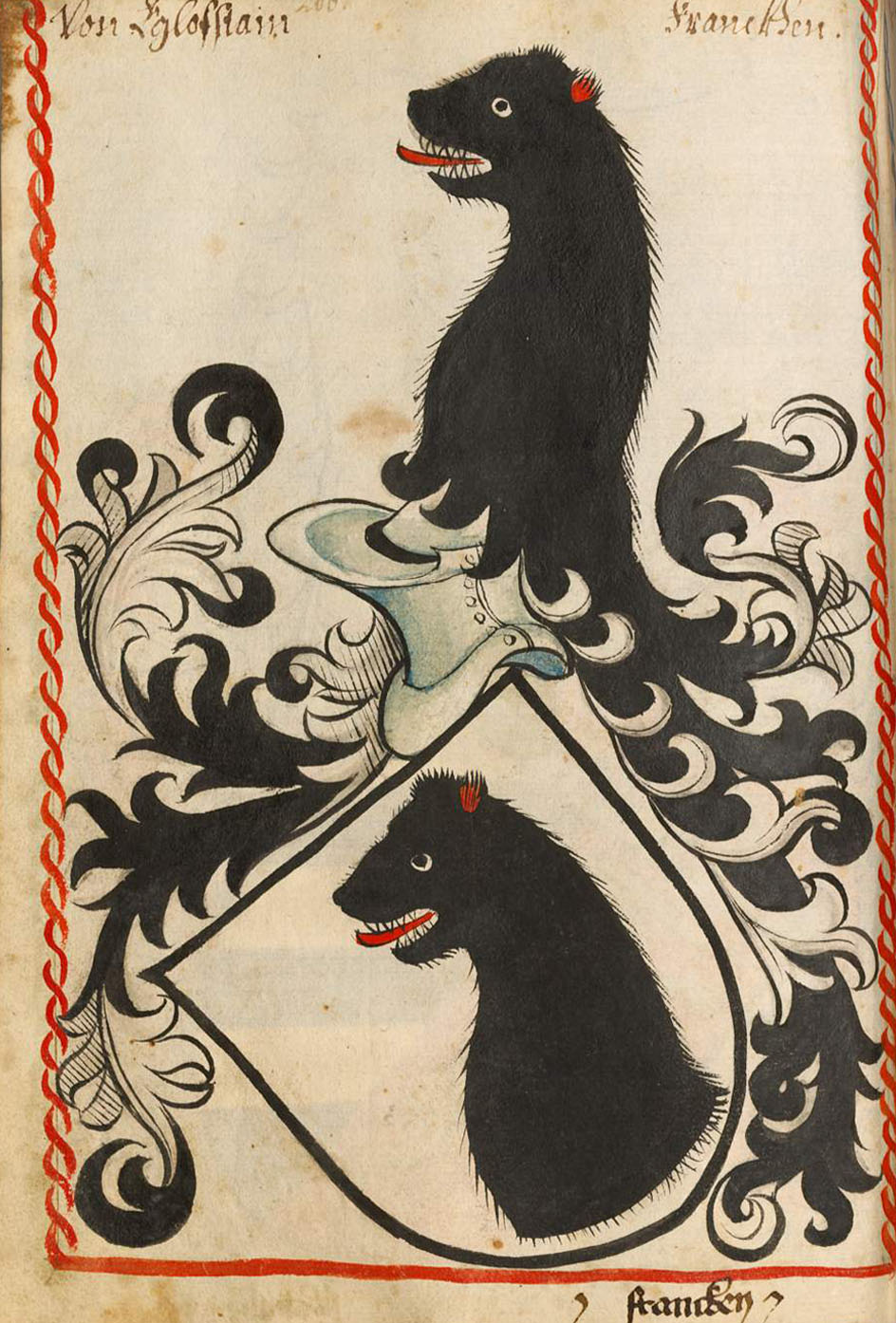
Das Familienwappen nach Scheibler

Ein persönliches Wappen ist für Abt Walther nicht überliefert. Sollte er jedoch Teil des Adelsgeschlechts der Egloffstein aus dem heutigen Oberfranken gewesen sein, existierte ein Familienwappen. Beschreibung des Familienwappens: In Silber ein rechtsgekehrter, schwarzer Bärenkopf mit roter Zunge; die Helmdecken rechts schwarz-silbern und links schwarz-golden; auf dem Helm das Wappenbild.